# Sérgio Mendes
Sérgio Santos Mendes (Niterói,  11 de febrero de 1941-Los Ángeles, California, 5 de septiembre de 2024) fue un cantautor, arreglista, pianista y músico brasileño de bossa nova. Con más de 35 publicaciones, fusionó la bossa nova con otros ritmos como el jazz y el funk. Es uno de los referentes internacionales de la música brasileña. Fue nominado al Óscar a la mejor canción original en 2011 como coautor de la canción «Real in Rio» de la película de animación Río.

## Biografía
Abandonado por su madre, Mendes estudió música en el conservatorio de Niterói, su ciudad de origen, Brasilcon la esperanza de convertirse en un pianista clásico. Su interés por el jazz lo llevó a tocar en clubes nocturnos durante la década de los 50, la época en la cual nacía el bossa nova. Tocó con Antônio Carlos Jobim (considerado el maestro de Mendes) y muchos músicos jazzistas estadounidenses que visitaron Brasil. 
En 1961 formó el Sexteto Bossa Rio y grabó el disco “Dance Moderno”. El 21 de noviembre de 1962 participó en un recital de música brasileña en el Carnegie Hall junto a otros artistas como João Gilberto, Óscar Castro Neves y, Milton Banana, entre otros, que descubrieron al público estadounidense los sonidos de Brasil. La repercusión de este concierto propició que en 1962 grabara el álbum Cannonball’s Bossa Nova con el saxofonista Julian Cannonball Adderley y Do the Bossa Nova con el flautista Herbie Mann. El género se convirtió en la gran sensación de la época.

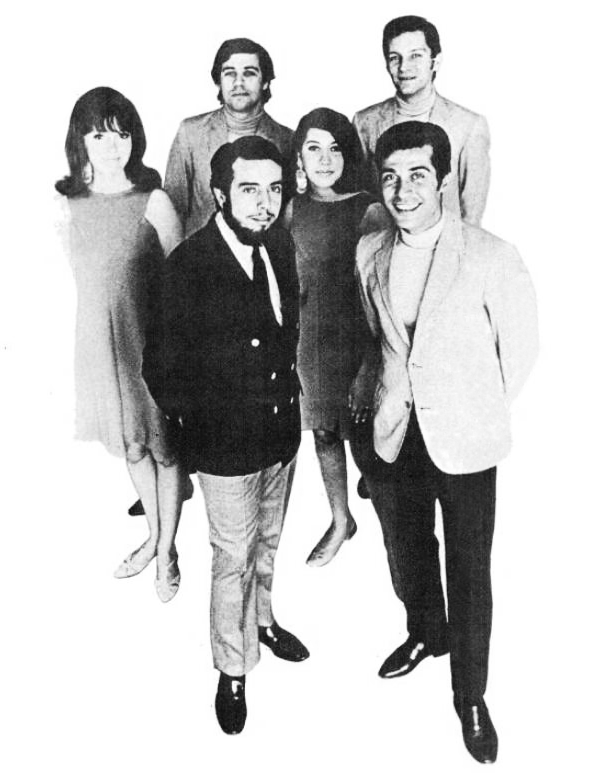
Sergio Mendes y Brasil '66.

Se estableció definitivamente en los Estados Unidos en 1964. Su primer grupo, Brasil ‘65 fue parte de una iniciativa del ministerio de Exteriores de Brasil para promocionar la música brasileña en el extranjero, pero no logró la repercusión esperada. Mendes decidió modificar la agrupación inicial y formó Brasil ‘66 con él mismo en los teclados, José Soares en las percusiones, Joao Palma en la batería y Lani Hall como vocalista. La voz de la cantante se convirtió en el factor definitivo para alcanzar el éxito.
En 1963 su composición Más que nada, en la versión de Jorge Ben Jor, se convirtió en la primera canción cantada íntegramente en portugués que conseguía entrar en el Hot 100 de Billboard, convirtiéndose en un éxito mundial.
Los fundadores del sello A&M, Herb Alpert y Jerry Moss decidieron fichar a a Brasil ‘66 para la compañía donde continuó en su línea de fusionar la bossa nova con los ritmos del jazz y la adaptación de éxitos de otros artistas de habla inglesa a los ritmos caribeños, como el clásico de Hammerstein My Favorite Things,  Fool On the Hill de los Beatles o algún tema de Simon & Garfunkel. Con este álbum obtuvo su primera nominación al Grammy, en 1968, en la categoría de Mejor Actuación de Pop Vocal.
En 1992 vuelve a sus orígenes y saca el álbum Brasileiro, para el que grabó tambores de escuelas de samba de Río y Salvador de Bahía para abrir el álbum con el sonido de una batucada como entrada al tema Magalenha, que se convirtió en un referente mundial de los ritmos de samba. Con esta producción ganó el Grammy de Mejor Álbum Global en 1992.
Su popularidad le llevó a ofrecer conciertos para los presidentes Lyndon B. Johnson y Richard Nixon. 
Siempre en contacto con la música del momento, en 2006 grabó el álbum Timeless, con colaboraciones de Justin Timberlake, Erykah Badú, Jill Scott e India.Arie. La versión de Más que nada realizada junto a The Black Eyed Peas volvió a colocar este tema de 1963 en los primeros puestos de las listas mundiales.

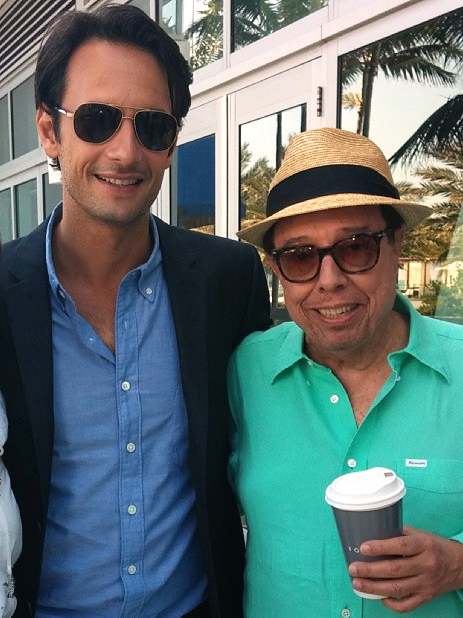
Rodrigo Santoro, junto a Sergio Mendes en el evento de prensa de Río 2 en 2014.

En 2010 participó junto a Carlinhos Brown en la creación de la banda sonora de la película Río, estrenada en 2011, donde interpretó junto a su esposa Gracinha Leporace esta famosa canción junto a su grupo Brasil '66, éxito musical de 1967 y arregló una nueva versión de su éxito "Más que Nada (Rio Version)" para la película. Sérgio Mendes y Carlinhos Brown fueron nominados en 2011 por Real in Rio, tema principal de la película, al Oscar a Mejor Canción.
Su última actuación tuvo lugar en noviembre de 2023, con conciertos en París, Londres y Barcelona.
El arreglista y compositor había sufrido un importante deterioro en su salud por síntomas prolongados de covid-19 y falleció el 5 de septiembre de 2024 y estuvo acompañado hasta el último momento por su esposa Gracinha Leporace.

## Discografía
- Dance moderno (1961) LP/CD
- Quiet nights (1963) LP
- Você ainda não ouviu nada Sérgio Mendes & Bossa Rio (1963) LP/CD
- The Swinger from Rio (1964) LP/CD
- Bossa Nova York Sérgio Mendes Trio (1964) LP/CD
- Cannonbal's bossa nova with Bossa Rio (1964) LP/CD
- In person at El Matador-Sérgio Mendes & Brasil '65 (1964) LP/CD
- Brasil '65 Wanda de Sah Featuring The Sérgio Mendes Trio (1965) LP/CD
- The Great Arrival (1966) LP/CD
- Herb Alpert Presents Sérgio Mendes & Brazil '66 (1966) LP/CD
- Equinox - Sergio Mendes & Brasil '66 (1967) LP/CD
- Antonio Carlos Jobim & Sergio Mendes - Sergio Mendes, Antonio Carlos Jobim (1967) LP/CD
- The Beat of Brazil (1967) LP/CD
- Sérgio Mendes Favorite Things (1968) LP/CD
- Look Around - Sérgio Mendes & Brasil '66 (1968) LP/CD
- The Fool on The Hill -Sérgio Mendes & Brasil '66 (1968) LP/CD
- Crystal Illusions - Sérgio Mendes & Brasil '66 (1969) LP/CD
- Greatest Hits - Sérgio Mendes & Brasil '66 - (1970) LP
- Ye-me-lê - Sérgio Mendes & Brasil '66 (1970) LP/CD
- Live at Expo' 70 - Sérgio Mendes & Brasil '66 (1970) LP/CD
- Stillness - Sérgio Mendes & Brasil '66, 1971) LP/CD
- País tropical - Sergio Mendes & Brasil '77 (1971, LP/CD
- Primal Roots (AKA Raíces) - Sérgio Mendes & Brasil '77 (1972) LP/CD
- Love Music - Sérgio Mendes & Brasil '77 (1973) LP/CD
- In Concert - Sérgio Mendes & Brasil' 77 (1973) LP
- Vintage 74 - Sérgio Mendes & Brasil' 77 (1974) LP/CD
- Sérgio Mendes - (1975) LP/CD
- Homecooking - Sérgio Mendes & Brasil '77 (1976) LP/CD
- Sérgio Mendes & And the New Brasil '77 - (1977) LP/CD
- Brasil '78- (1978) LP/CD
- Pelé - (Original Soundtrack) (1978) LP/CD
- Magic Lady (1979) LP/CD
- Horizonte Aberto - (1979) LP/CD
- Alegria - (1980) LP/CD
- Picardía - (1983) LP/CD
- Sérgio Mendes - (1983) LP/CD
- Confetti - (1984) LP/CD
- Brasil '86 - (1986) LP/CD
- Arara - (1989) LP/CD
- Brasileiro - (1992) CD
- Océano - (1996) CD
- Timeless - (2006) CD
- Encanto - (2008) CD
- Bon Tempo (2010)CD
- Tristeza de nos dois - Sergio Mendes & Joao Gilberto (2012) CD
- Magic - Sergio Mendes (2014) CD